# Булгаков Дмитро Віталійович
Дмитро Віталійович Булгаков (нар. 20 жовтня 1954, с. Верхнє Гурове, Курська область, РРФСР, СРСР) — російський воєначальник, спеціаліст у галузі тилового забезпечення збройних сил. Заступник Міністра оборони Російської Федерації з 2 грудня 2008 року до 24 вересня 2022, генерал армії (2011), Герой Російської Федерації (2016). Доктор економічних наук.
З 23 березня 2022 року у ході російського вторгнення в Україну тимчасово виконував обов'язки міністра оборони Росії.

## Життєпис
Закінчив Вольське вище військове училище тилу імені Ленінського Червонопрапорного комсомолу (1972—1976), Військову академію тилу та транспорту (1982—1984), Військову академію Генерального штабу Збройних Сил Російської Федерації (1994—1996).
Службу проходив начальником продовольчого складу, начальником відділу зберігання, заступником командира окремого полку зв'язку з тилу, заступником командира бригади з тилу, заступником командира мотострілецької дивізії з тилу, заступником начальника тилу Забайкальського військового округу, начальником штабу тилу Московського військового округу (1996—1997) начальником штабу Тилу Збройних сил Російської Федерації (1997—2008).
З 2 грудня 2008 по 27 липня 2010 року начальник Тилу Збройних сил — заступник Міністра оборони Російської Федерації.
З 27 липня 2010 року — заступник Міністра оборони Російської Федерації . Займається питаннями матеріально-технічного забезпечення Збройних сил Російської Федерації. У його підпорядкуванні перебувають: Штаб матеріально-технічного забезпечення Збройних Сил Російської Федерації; Департаменти транспортного забезпечення та експлуатаційного утримання, забезпечення комунальними послугами військових частин та організацій Міноборони Росії; Головні управління Міноборони Росії: автобронетанкове, ракетно-артилерійське та начальника Залізничних військ; Управління метрології та увічнення пам'яті загиблих при захисті Вітчизни.
Генерал-майор (1992), генерал-лейтенант (1996), генерал-полковник (2008). Військове звання генерал армії присвоєно Указом Президента Росії від 23 лютого 2011 року.
З 2015 по 2017 рік займався питаннями, пов'язаними з будівництвом залізничної лінії в обхід України. З початком військової операції Росії у Сирії у вересні 2015 року керує постачанням російських військ, дислокованих на території Сирії. У 2019 році керував Оперативним угрупованням Міноборони Росії з гасіння лісових пожеж на території Красноярського краю, Іркутської області, Бурятії, Забайкалля та Якутії .
У вересні 2015 року включений до списку санкцій за участь у війні на сході України.
7 жовтня 2020 року у складі екіпажу СПМ особисто в'їхав на територію палаючого складу з боєприпасами в Рязанській області.
Через російське вторгнення в Україну міністерство фінансів США запровадило санкції проти 15 громадян Росії та Білорусі, включаючи Дмитра Булгакова — заступника міністра оборони Росії, який відповідав за питання тилу.
З 23 березня 2022 року у ході російського вторгнення в Україну призначений тимчасово виконуючим обов'язки міністра оборони. Про це свідчить наказ, який підписав цей військовий. У документі вказав, що пропагандисти мають створити фейкові фото та відеозаписи за участю Шойгу. Вони мають демонструвати людям, що міністр перебуває на своєму робочому місці. У самого міністра оброни інфаркт, стан Шойгу погіршився. Він досі знаходиться у військовому госпіталі імені Бурденко.
Дійсний член Академії Військових наук РФ, член-кореспондент Академії Гуманітарних наук, професор Академії проблем безпеки, оборони та правопорядку.

## Розслідування
У липні 2024 року Булгакова заарештували в справі про корупцію й відправили до Лефортовського СІЗО. За даними російських ЗМІ, Булгаков, використовуючи службове становище, лобіював укладення Міністерством оборони РФ контрактів із певними комерційними структурами, а також створив систему поставок у російські війська неякісних продуктів за завищеною вартістю.

## Нагороди
- Герой Російської Федерації (2016)[11] ,
- Орден «За заслуги перед Батьківщиною» ІІ ступеня[12] ,
- Орден «За заслуги перед Батьківщиною» ІІІ ступеня,
- Орден «За заслуги перед Батьківщиною» IV ступеня,
- Орден Олександра Невського (2014)[13] ,
- Орден «За військові заслуги»
- Орден Пошани ,
- Орден «За службу Батьківщині у Збройних Силах СРСР» ІІІ ступеня,
- Заслужений військовий спеціаліст Російської Федерації (2007),
- Заслужений діяч науки Російської Федерації (2005),
- Державна премія Російської Федерації імені Маршала Радянського Союзу Г. К. Жукова в галузі військової науки (2016)[14] ,
- Медалі СРСР
- Медалі РФ .

## Праці
- Булгаков Д. В. Система материального обеспечения: направления совершенствования // Военная мысль: Военно-теоретический журнал. Печатный орган Министерства обороны Российской Федерации. — М.: Редакционно-издательский центр МО РФ, 2000. — № 4. — ISSN 0236-2058.
- Тыловое обеспечение войск во внутреннем вооружённом конфликте. Военно-теоретический труд / Под ред. генерал-лейтенанта Булгаков Д. В. — М.: ШТ ВС России, 2000.;
- Булгаков Д. В., Плотников В. А., Целыковских А. А. Тыл Вооружённых сил как военно-экономическая система: основы теории и методологии исследований. Монографія. — М.: деп. в ЦВНИ Минобороны России, вып. 57, серия Б, 2001. —246 с.;
- Булгаков Д. В., Лабутин О. В., Плотников В. А., Целыковских А. А. Прогнозирование значения нормы дисконта при размещении заказа на поставку технических средств в условиях их поэтапной оплаты. — М.: деп. в ЦВНИ Минобороны России, вып. 56, серия Б, 2001. — 10 с.;
- Булгаков Д. В., Состояние Тыла Вооружённых сил Российской Федерации и основные направления его развития. Задачи системы подготовки военных кадров на современном этапе. — СПб.: ВАТТ, 2001. — 64 с.;
- Булгаков Д. В., Создание межведомственной (сопряжённой) унифицированной системы тылового обеспечения: анализ влияющих факторов // Вооружённые силы и реформы в России. Сборник научных трудов Военного университета связи. Выпуск 2. — СПб.: Изд-во СПбГТУ, 2001. — с. 88-90.;
- Булгаков Д. В., Плотников В. А. К вопросу об обосновании перехода к межведомственной системе тылового обеспечения военной организации государства // Сборник материалов 4-го Всероссийского форума молодых учёных. — СПб.: Изд-во СПбГУЭФ, 2001.;
- Булгаков Д. В., Экономические эффекты от интеграции обеспечивающих подсистем военной организации государства // Проблемы обеспечения конкурентоспособности: материалы симпозиума. — СПб.: Изд-во «Инфо-да», 2001. — с. 192—193.;
- Булгаков Д. В., Экономические проблемы совершенствования технического оснащения Тыла Вооружённых сил // Военно-экономический вестник. — 2002. — № 2.;
- Булгаков Д. В. Система управления Тылом Вооружённых сил: этапы и перспективы развития // Военная мысль: Военно-теоретический журнал. Печатный орган Министерства обороны Российской Федерации. — М.: Редакционно-издательский центр МО РФ, 2001. — № 5. — ISSN 0236-2058.
- Булгаков Д. В., Влияние финансово-экономических проблем на развитие техники тыла // Информационный сборник Тыла Вооружённых сил Российской Федерации. — 2001. — № 124.;
- Территориальные и отраслевые промышленные комплексы как основа экономической деятельности Тыла Вооружённых сил Российской Федерации / Под ред. генерал-лейтенанта Д. В. Булгакова//Информационный сборник Тыла Вооружённых сил Российской Федерации. — 2002. — № 125.;
- Булгаков Д. В., Исследования и условия формирования структур специальных территориальных образований: Дис. канд. экон. наук : 08.00.05 : СПб., 2002. — 185 c. РГБ ОД, 61:03-8/2347-7;
- Булгаков Д. В., Турков А. Г. Тыл Красной армии в Советско-Финляндской войне (1939—1940 гг.), Тыл Вооружённых сил Российской Федерации, Москва, 2008;
- Булгаков Д. В., Березин Б. В., Ивановский В. С., Смуров А. М. Материально-техническое обеспечение русской армии накануне и в период Первой мировой войны: Военно-теоретический труд.

## Санкції
Як заступник Міністра оборони РФ, Булгаков Дмитро несе відповідальність за будь-які бойові дії проти України, зокрема, за активну підтримку і реалізацію дій і політики, які підривають і загрожують територіальній цілісності, суверенітету і незалежності України.